# Ophiorrhiza maquilingensis
Ophiorrhiza maquilingensis är en måreväxtart som beskrevs av Adolph Daniel Edward Elmer. Ophiorrhiza maquilingensis ingår i släktet Ophiorrhiza och familjen måreväxter. Inga underarter finns listade i Catalogue of Life.